# Stazione di Langres
La stazione di Langres (in francese Gare de Langres) è la principale stazione ferroviaria di Langres, Francia.